# Studio op. 10 n. 4 (Chopin)
Lo Studio op. 10 n. 4 in Do diesis minore fu composto da Fryderyk Chopin nel 1832 a Parigi, come testimonia la data presente sulla pagina autografa che ci è rimasta, 6 agosto 1832.
Questo Studio è stato scritto per sviluppare una perfetta uguaglianza delle due mani. Chopin, anche se nelle sue composizioni aveva sempre richiesto molta tecnica anche per la mano sinistra, aveva però sempre composto brani in cui i compiti delle mani erano ben distinti; in questo Studio, sia da un punto di vista tecnico sia da quello strettamente musicale, la realizzazione è assolutamente identica per le due mani.
Lo Studio in Do diesis minore è un brano di bravura, un esercizio ininterrotto, come un perpetuum mobile dove le due mani si ricorrono, si raggiungono, si combattono. Va eseguito con un movimento molto veloce che rende ardua l'esecuzione delle catene di semicrome; è inoltre essenziale possedere un'assoluta padronanza tecnica, il susseguirsi delle semicrome non consente infatti una diteggiatura classica e prevede anche l'uso del pollice sui tasti neri, cosa del tutto inusuale; il tal modo si eliminano eventuali incroci delle dita, pemettendo una notevole velocità di esecuzione. Le difficoltà per il pianista sono notevoli, dall'attacco di grande irruenza, alla veloce alternanza delle posizioni delle mani, l'esecutore poi deve badare a non perdere il filo della linee melodiche che passano da una voce all'altra.
Dalla scritta autografa alla fine della partitura dello Studio n. 3, Attacca il Presto con fuoco, vale a dire l'inizio dello Studio n. 4, si può ritenere che Chopin abbia pensato gli Studi per essere eseguiti a due a due; la particolare annotazione è stata posta in epoca successiva alla scrittura dei brani, essendo la composizione dello Studio n. 4 precedente al n. 3. L'effetto è infatti grandioso quando l'esecuzione viene proposta senza soluzione di continuità; il contrasto fra i due brani romantici, ma lirico e melodioso l'uno e passionale e travolgente l'altro, è di sicuro effetto.

## Struttura
Il brano si compone di quattro sezioni. Il tema viene esposto due volte presentato prima dalla mano destra, poi dalla sinistra che aggiunge alcune varianti. Viene ripresa poi la prima parte, sempre due volte. In questa scrittura imitativa è sicuramente presente la lezione bachiana, in particolare di due Preludi dal primo libro del Clavicembalo ben temperato. Le indicazioni agogiche sono molte, così come quelle dinamiche che vanno dal piano al fortissimo e ancora a un con il più forte possibile presente all'inizio della Coda finale.